# Мазуркевич, Пол
Пол Мазуркевич (Paul Mazurkiewicz) (8 сентября 1968 года) — американский барабанщик, сооснователь и бессменный участник дэт-метал группы Cannibal Corpse, автор текстов некоторых песен периода Джорджа Фишера.

## Биография
Пол Мазуркевич родился в г. Тампе, штат Флорида, США, 8 сентября 1968 года. Первоначально Пол играл в группе «Tirant Sin» с вокалистом Крисом Барнсом, гитаристом Бобом Рьюсеем, Джо Морелли и Ричем Зиглером (1986 г.). В 1988 году он присоединился к группе «Cannibal Corpse», повстречав басиста Алекса Уэбстера и гитариста Джека Оуэна, которые в тот момент ещё играли в группе «Beyond Death». 

С 1988 года Пол стал несменным барабанщиком в группе «Cannibal Corpse», где играет по настоящее время. Он способен исполнить как быстрые, плотные ударные партии, так и медленные, технически сложные.
Является вегетарианцем с 2002 года.

## Дискография
- 1990: Eaten Back to Life
- 1991: Butchered at Birth
- 1992: Tomb of the Mutilated
- 1994: The Bleeding
- 1996: Vile
- 1998: Gallery of Suicide
- 1999: Bloodthirst
- 2002: Gore Obsessed
- 2004: The Wretched Spawn
- 2006: Kill
- 2009: Evisceration Plague
- 2012: Torture
- 2014: A Skeletal Domain
- 2017: Red Before Black
- 2021: Violence Unimagined
- 2023: Chaos Horrific